# Nagy rombuszizom

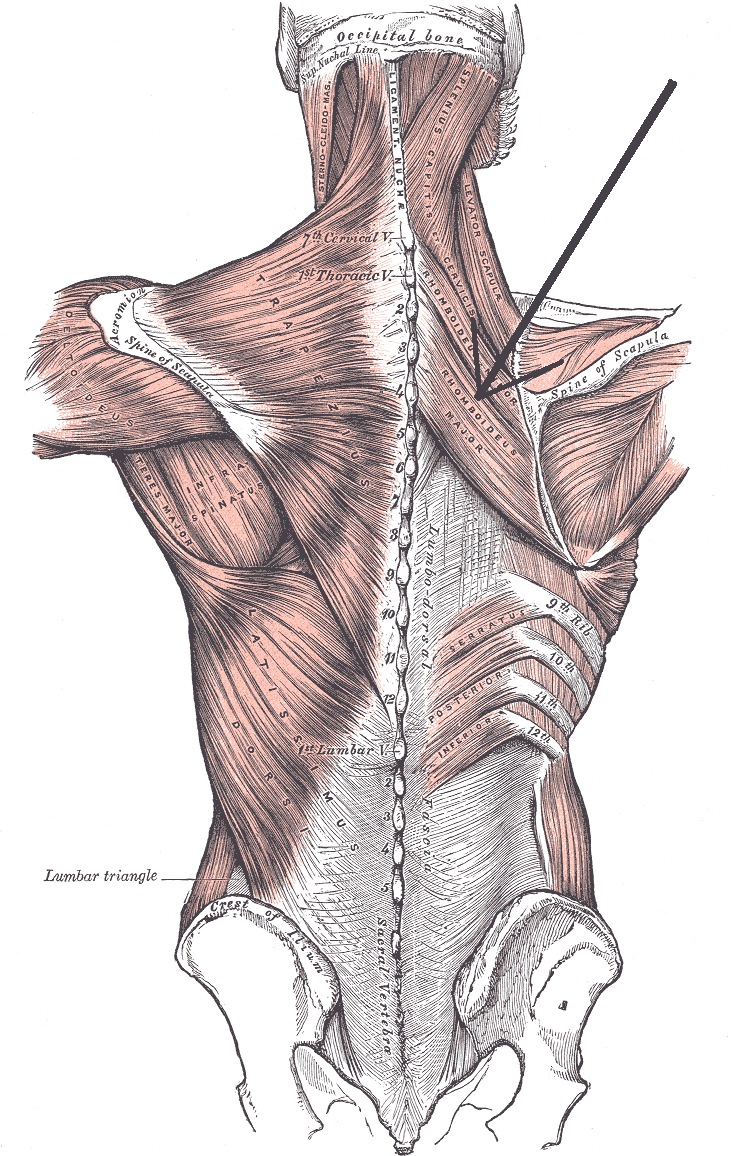
Az ember hátizmai (a fekete nyíl jelöli az izmot)

A nagy rombuszizom (musculus rhomboideus major) egy izom az ember hátán.

## Eredés, tapadás, elhelyezkedés
A hátcsigolyának (vertebrae thoracales) (T2 és T5 között) a processus spinosus vertebrae-ról és a ligamentum supraspinale-ről ered. A lapocka (scapula) margo medialis scapulae nevű részénél tapad egy szinten a lapockatövissel (spina scapulae) és a angulus inferior scapulae-val. A trapézizom (musculus trapezius) alatt és a kis rombuszizom (musculus rhomboideus minor) alatt található.

## Funkció
A lapockát felfelé (elevatio) és mediál felé (retractio) húzza. valamint a cavitas glenoidalis-t is. Hozzászorítja a lapockát a mellkasfalhoz (paries thoracis).

## Beidegzés, vérellátás
A nervus dorsalis scapulae idegzi be. A arteria dorsalis scapulae látja el vérrel.